# Ariocarpus bravoanus

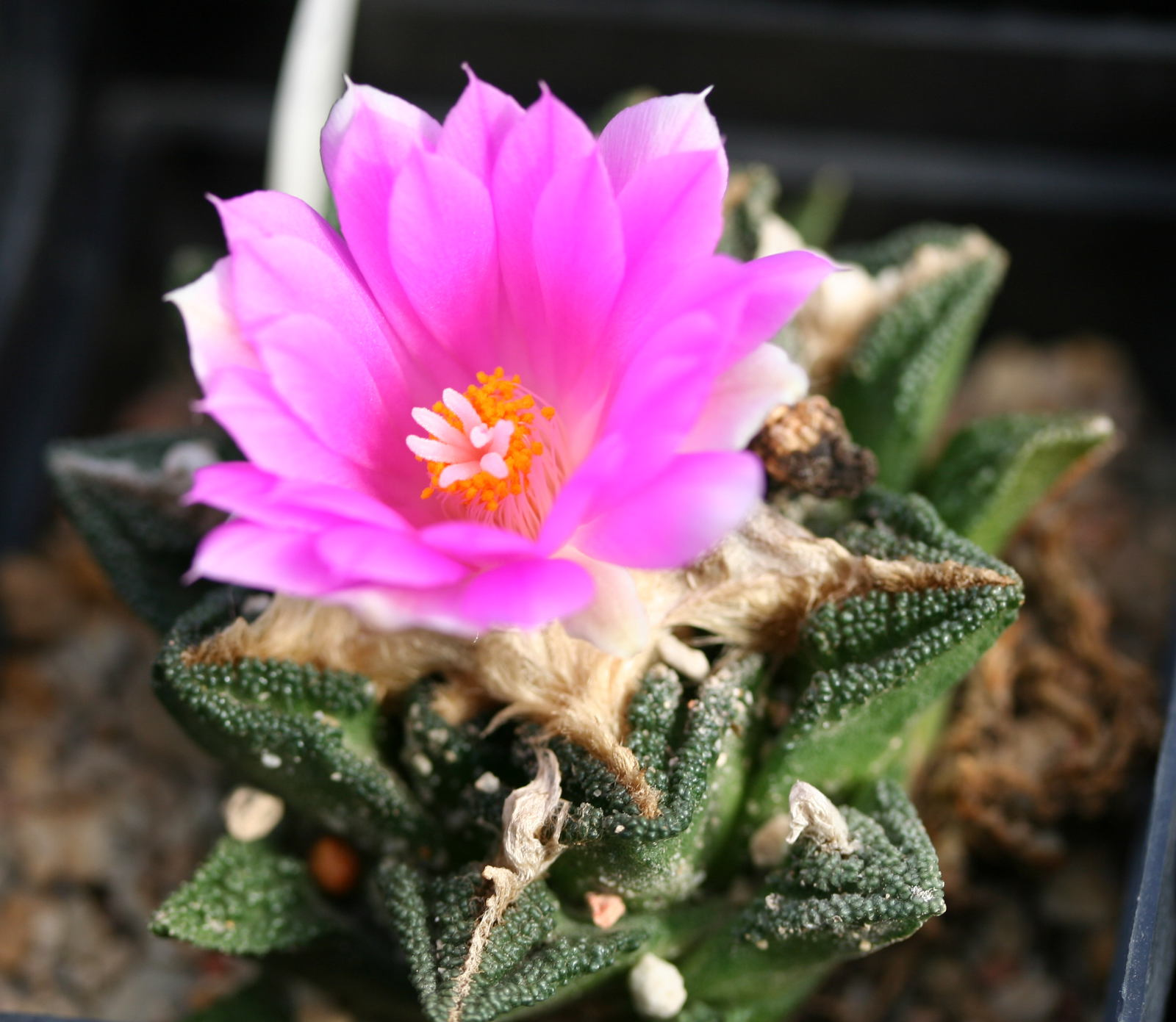
Ariocarpus fissuratus subsp. hintonii

Ariocarpus bravoanus ist eine Pflanzenart in der Gattung Ariocarpus aus der Familie der Kakteengewächse (Cactaceae). Das Artepitheton bravoanus ehrt die mexikanische Botanikerin und Kakteenspezialistin Helia Bravo Hollis.

## Beschreibung
Ariocarpus bravoanus wächst geophytisch mit graugrünen Körpern die Durchmesser von 3 bis 9 Zentimeter aufweisen und die kaum aus der Bodenoberfläche herausragen. Die abgeflachten, dreieckigen und etwas zugespitzten Warzen stehen nur wenig von der Triebbasis ab. Die variablen Areolen weisen manchmal ein wollige Furche über die gesamte Warzenlänge auf oder sind als ein wolliges Kissen in der Nähe der Warzenspitze ausgebildet.
Die magentafarbenen Blüten erreichen Durchmesser von 4 bis 5 Zentimetern. Die meist hellbraunen Früchte sind unauffällig.

## Systematik, Verbreitung und Gefährdung
Ariocarpus bravoanus ist im mexikanischen Bundesstaat San Luis Potosí auf Kalkböden verbreitet und nur von wenigen Fundorten bekannt.
Die Erstbeschreibung erfolgte 1992 durch Héctor Manuel Hernández und Edward Frederick Anderson. Nomenklatorische Synonyme sind Ariocarpus kotschoubeyanus subsp. bravoanus (H.M.Hern. & E.F.Anderson) Halda (1998) und Ariocarpus fissuratus subsp. bravoanus (H.M.Hern. & E.F.Anderson) Lüthy (1999).
Es werden die folgenden Unterarten unterschieden:
- Ariocarpus bravoanus subsp. bravoanus
- Ariocarpus bravoanus subsp. hintonii (Stuppy & N.P.Taylor) E.F.Anderson & W.A.Fitz Maur.

Ariocarpus bravoanus wird in Anhang I des Washingtoner Artenschutz-Übereinkommen geführt. In der Roten Liste gefährdeter Arten der IUCN ist sie als „Endangered (EN)“, d. h. stark gefährdet eingestuft. Die Unterart Ariocarpus bravoanus subsp. hintonii gilt ebenfalls als „Endangered (EN)“, d. h. stark gefährdet, die Unterart Ariocarpus bravoanus subsp. bravoanus hingegen als „Critically Endangered (CR)“, d. h. vom Aussterben bedroht eingestuft.

## Nachweise